# Serafin (Mentzelopulos)
Serafin, imię świeckie Christos Mentzelopulos (ur. 29 grudnia 1956 w Atenach) – duchowny Greckiego Kościoła Prawosławnego, od 2006 metropolita Pireusu.

## Życiorys
Święcenia diakonatu przyjął w 1980, a prezbiteratu w 1981. Chirotonię biskupią otrzymał 21 stycznia 2001.